# Montaigu (Jura)
Montaigu település Franciaországban, Jura megyében. Lakosainak száma 421 fő (2022. január 1.). Montaigu Conliège, Moiron, Lons-le-Saunier, Macornay, Perrigny, Revigny és Vernantois községekkel határos.

## Népesség
A település népességének változása:
| Lakosok száma | 601  | 587  | 536  | 505  | 472  | 463  | 437  | 417  | 414  | 421  |
|               | 1968 | 1982 | 1990 | 2006 | 2013 | 2015 | 2017 | 2019 | 2020 | 2022 |